# Reederei Buss
Die Reederei Buss, auch Buss-Gruppe, ist ein Schifffahrtsunternehmen aus Leer (Ostfriesland). Die Wurzeln des Unternehmens gehen auf eine 1838 in Westrhauderfehn gegründete Reederei zurück. Zu Anfang wurden Küstensegler verwendet und später verlegte das Unternehmen seinen Sitz nach Leer.
Das Unternehmen betreibt eine Flotte von rund 40 Schiffen, die sich aus Containerschiffen zwischen 400 und 5300 TEU und Mehrzweckschiffen zusammensetzt. Nach eigenen Angaben beschäftigt das Unternehmen über 1000 Mitarbeiter auf See sowie weitere in den verschiedenen Landbetrieben. Außer dem eigentlichen Reedereigeschäft werden verschiedene Geschäftszweige wie Chartering, Neubauplanung, Fortbildung sowie weitere maritime Dienstleistungen betrieben. Daneben beinhaltet die Gruppe einen Immobilienbetrieb und ein IT-Systemhaus.
Im Zuge der anhaltenden Schifffahrtskrise wurde am 8. August 2012 für die Einschiffsgesellschaft MS „Isar Trader“ Schiffahrts GmbH & Co. KG und deren Komplementärgesellschaft, die Buss Seeschiffahrt GmbH, das Insolvenzverfahren eröffnet. Der Reedereibetrieb und alle weiteren Geschäftszweige bestehen unverändert fort.
Nachdem die Reederei Buss 2015 in weitere finanzielle Schwierigkeiten geraten ist und einen neuen Investor suchte, ist sie 2016 in der neu gegründeten Plattform für mittelständische Reedereien Liberty Blue in Leer aufgegangen. Ziel von Liberty Blue ist es, weitere kleinere Reedereien unter ihrem Dach zu vereinigen, um diesen die Möglichkeit zu geben, durch das Ausschöpfen von Synergieeffekten im globalisierten Schiffsmarkt bestehen zu können.